# Gustav Mayr

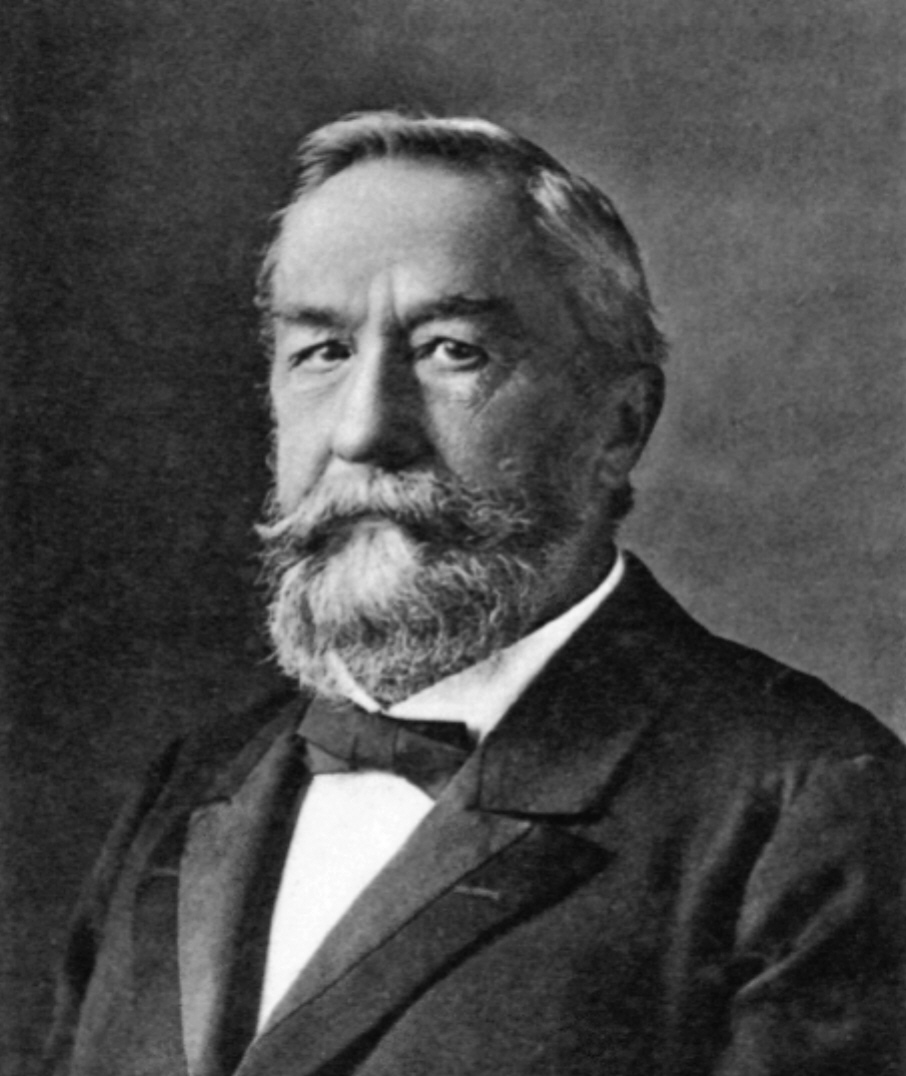
Gustav Mayr

Gustav Ludwig Mayr (* 12. Oktober 1830 in Wien; † 14. Juli 1908 ebenda) war ein österreichischer Lehrer, Käfersammler und Entomologe.

## Leben

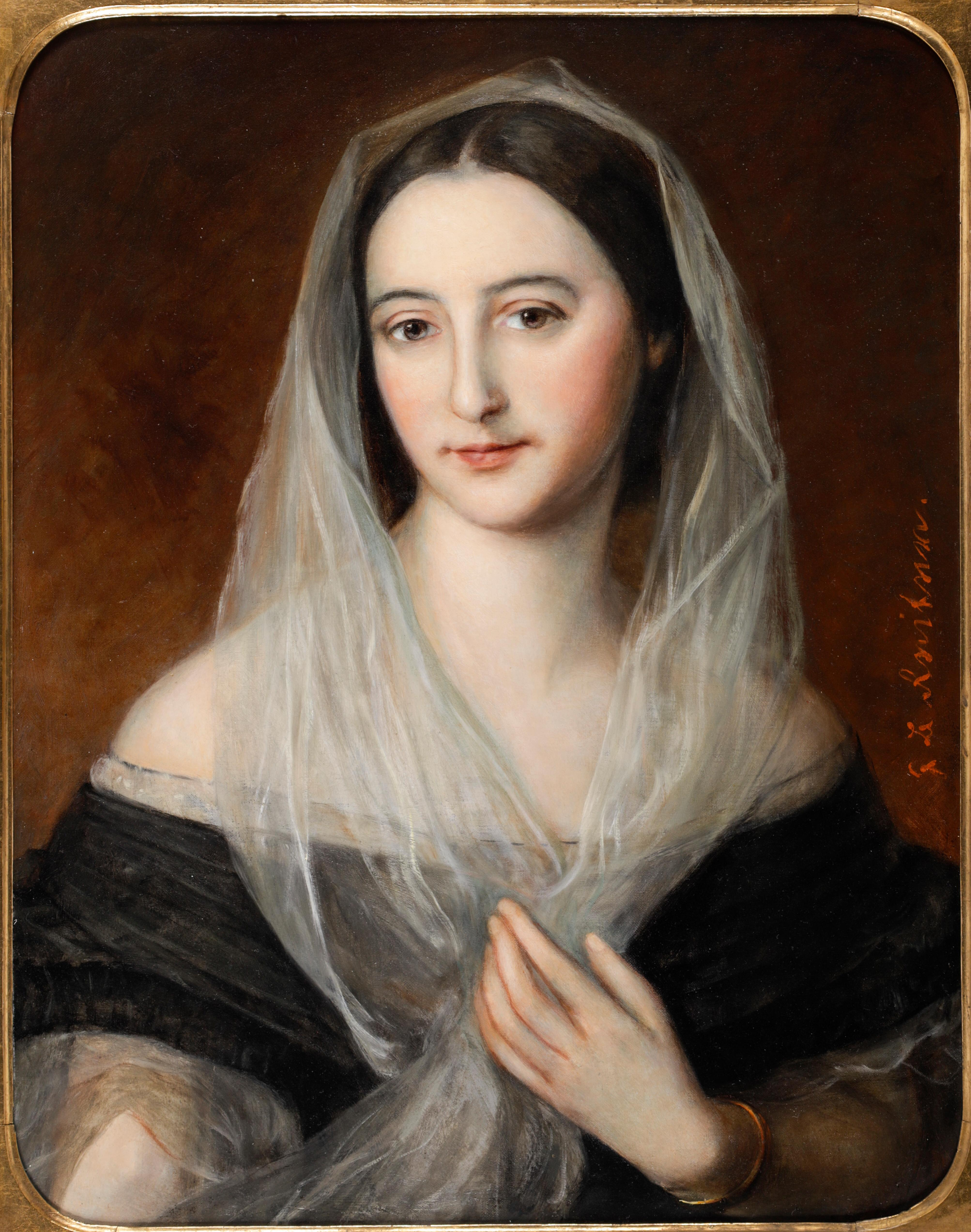
Johann Baptist Reiter: Porträt Alexandrine Pazzani

Nach der Matura am Gymnasium und der philosophischen Fakultät studierte Mayr Medizin und trat schon als Student 1851 als gründendes Mitglied der Zoologisch-Botanischen Gesellschaft in Wien bei. 1856 promovierte er zum Doktor der Medizin und legte die Lehramtsprüfung für Naturgeschichte und Chemie für die Mittelschule ab. Im selben Jahre wurde Mayr zum Lehrer für Naturgeschichte an der Oberrealschule zu Pest. Am 24. September 1856 heiratete Mayr Alexandrine Pazzani (1839–1902), mit der er drei Töchter hatte. 1861 verlor er auf Grund der Magyarisierung der deutschen Mittelschulen in Ungarn seine Stellung, übersiedelte nach Wien und bekam dort 1863 eine Stelle als Professor der Naturgeschichte an einer Oberrealschule, die er bis zu seiner Pensionierung 1892 innehatte. Zum Eintritt in den Ruhestand erhielt Mayr den Titel kaiserlicher Rat, nachdem ihm bereits 1876 das Goldene Verdienstkreuz mit Krone verliehen wurde.
Mayr befasste sich bereits zu seinen Studienzeiten mit der Entomologie, sein spezielles Arbeitsgebiet war die Ordnung der Hymenopteren (Hautflügler) und sein besonderes Interesse galt der myrmekologischen Systematik. Seine Hemipterensammlung von 1350 Arten, insgesamt 5500 Stücke, übergab er 1896 dem k. k. naturhistorischen Hofmuseum in Wien. Die 2180 Arten umfassende Ameisensammlung sowie weitere Sammlungen verfügte er testamentarisch an die k. k. zoologisch-botanische Gesellschaft in Wien, die sie, da sie selbst keine wissenschaftlichen zoologischen Sammlungen anlegt, an das naturhistorische Hofmuseum verkaufte. Für die Ausstellung seiner Sammlungen anlässlich der Weltausstellung 1873 in Wien erhielt Mayr durch die internationale Jury die Verdienstmedaille.
Mit Mayria Forel (1879), Eumayria Ashmead (1887) und Mayriella Forel (1902) tragen drei Gattungsnamen der Hymenopteren seinen Namen. Etwa 50 Arten in den verschiedensten Insektengruppen tragen das Artepitheton mayri.

## Veröffentlichungen (Auswahl)
- Die europäischen Formiciden: mit einer lithographischen Tafel. 1861.
- Formicidae [der Novara-Expedition]. Wien 1865.
- Die Ameisen des baltischen Bernsteins. Königsberg: Koch, 1868.
- Feigeninsecten. Wien: Hölder, 1885.
- Hymenopterologische Miscellen. Wien: Hölder, 1902.
- Formiciden aus Ägypten und dem Sudan. 1903.